# Gustav von Hohe

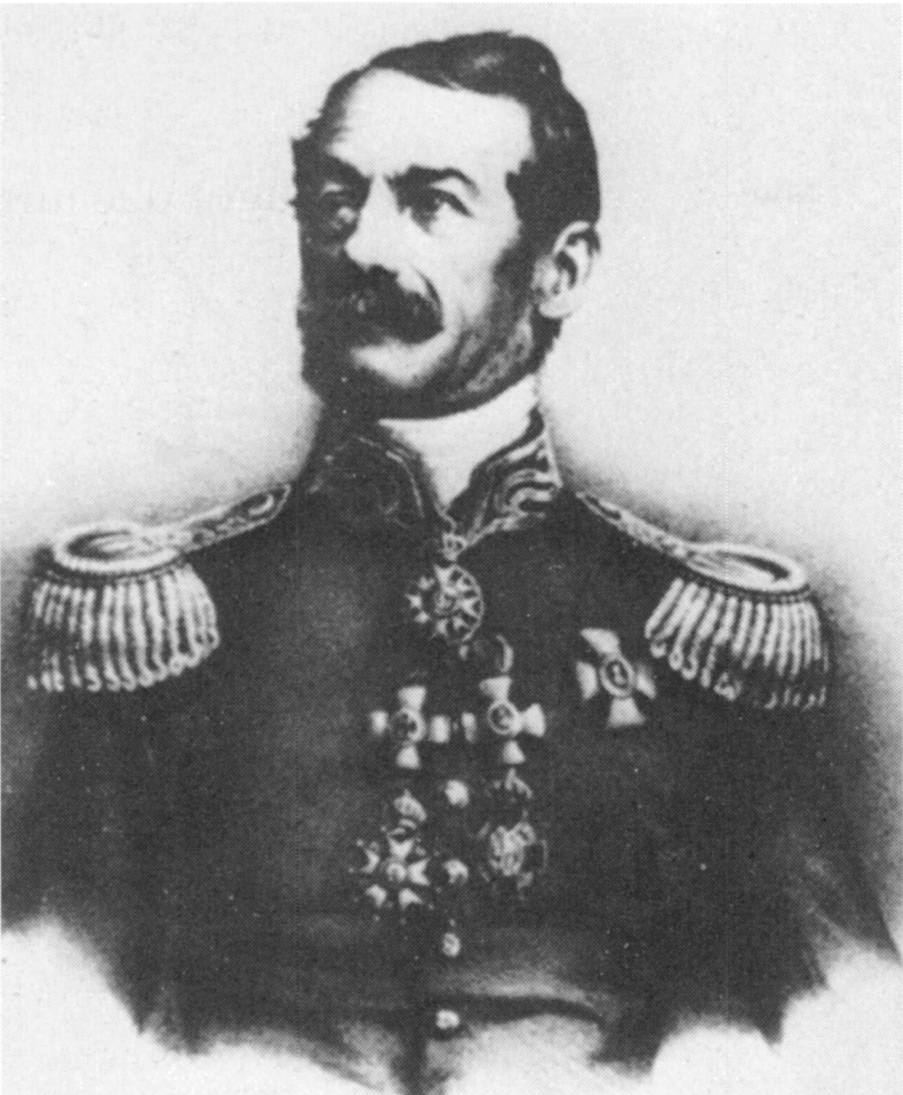
Georg Gustav von Hohe 1800–1872

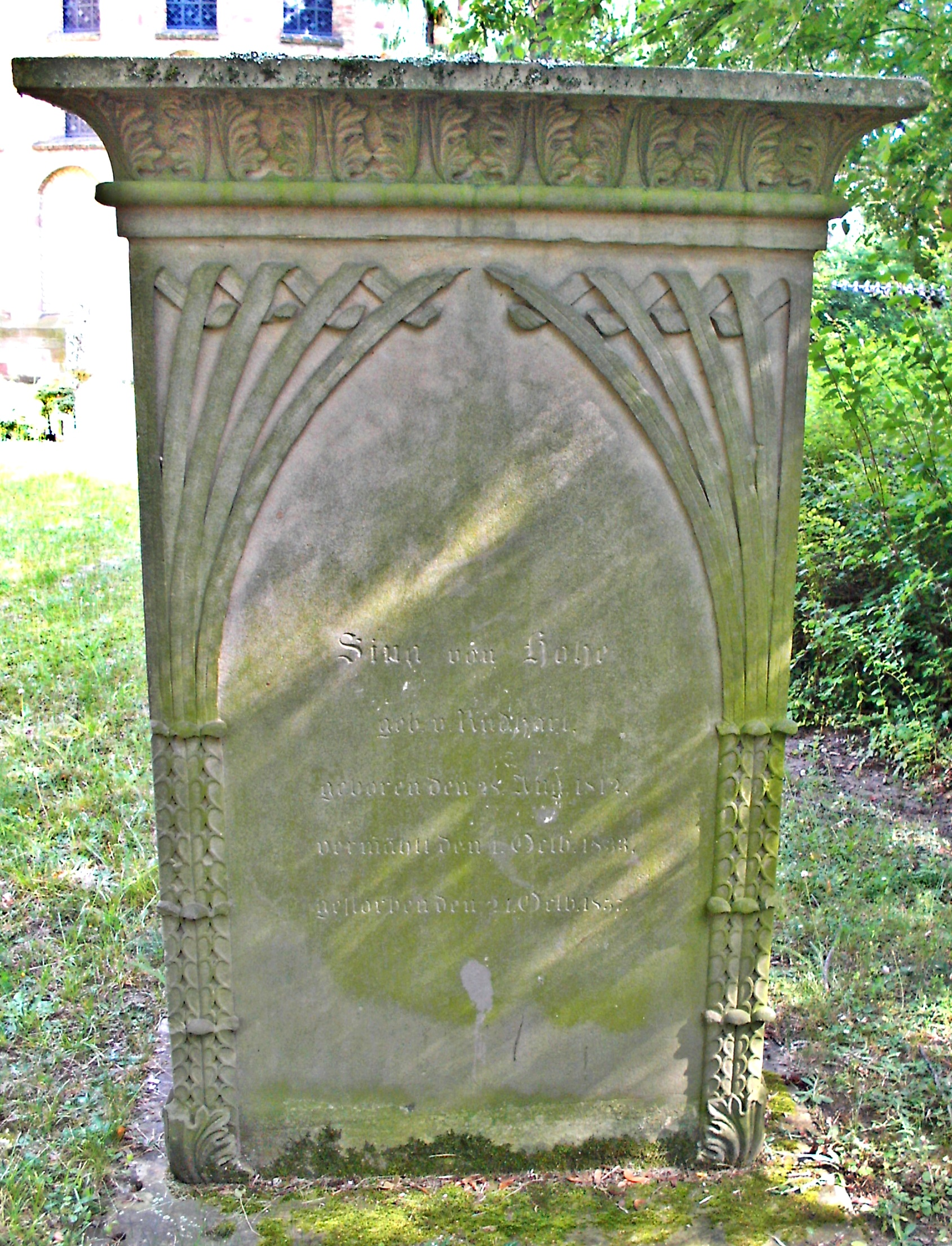
Grabstein der Ehefrau Anna Rosina von Hohe geb. Rudhart, Alter Friedhof Speyer

Georg Gustav Hohe, seit 1849 Ritter von Hohe (* 16. Mai 1800 in Bayreuth; † 11. Januar 1872 in München) war ein bayerischer Verwaltungsbeamter.

## Leben
Gustav Hohe, Sohn des Malers Johann Hohe (1774–1847), studierte an der Universität Erlangen Rechtswissenschaften. 1820 wurde er Mitglied des Corps Baruthia. 1820 und 1821 erhielt er jeweils Zuwendungen (Stipendien) der Universität. Nach Abschluss des Studiums (1824) und dem „Staatskonkurs“ (1825) trat er in den bayerischen Staatsdienst ein. Er wurde 1830 Landgerichtsaktuar in Kemnath und im selben Jahr Landgerichtsassessor in Wolfratshausen, 1832 Polizeikommissar in München, 1834 Regierungsassessor bei der Regierung des Unterdonaukreises und dort 1837 Regierungsrat. 1846 wurde er zum Regierungsdirektor bei der Regierung in Oberfranken mit Sitz in Bayreuth befördert, 1847 in gleicher Funktion zur Regierung der Oberpfalz und 1849 zur Regierung von Unterfranken in Aschaffenburg versetzt.
Nach dem Pfälzischen Aufstand wurde von Hohe 1850 zum Regierungspräsidenten des Rheinkreises mit Sitz in Speyer ernannt. Als Regierungspräsident trat er nach den Demokratie- und Unabhängigkeitsbestrebungen von 1849 vehement für die Wiederherstellung der obrigkeitsstaatlichen Ordnung ein. 1866 wurde er Regierungspräsident der Regierung von Niederbayern und 1871 pensioniert.
Am 7. Juli 1849 wurde er mit dem Ritterkreuz des Verdienstordens der Bayerischen Krone, verbunden mit der Verleihung des persönlichen Adelstitels „Ritter von Hohe“ ausgezeichnet und 1858 mit der Verleihung des Komturkreuzes dieses Ordens in die Adelsmatrikel aufgenommen. Aus Anlass der Eröffnung der Eisenbahnlinie Paris – Straßburg, 1852, und einer damit verbundenen diplomatischen Mission – er übergab dem Prinzen Napoleon, Präsident der französischen Republik, ein Schreiben König Maximilians I. – erhielt er das Kommandeurkreuz der französischen Ehrenlegion und das Kommandeurkreuz I. Klasse des hessischen Verdienstordens Philipps des Großmütigen, 1855 den preußischen Roten Adlerorden II. Klasse. Anlässlich seines 70. Geburtstages verlieh ihm Ludwig II. 1871 (noch vor der offiziellen Pensionierung) das Großkreuz des Verdienstordens vom Heiligen Michael.
Am 1. Oktober 1833 wurde Georg Gustav Hohe, königlicher Polizeikommissär, in München mit Franziska Anna Maria Rosina von Rudhart (1812–1857), der Tochter des Regierungspräsidenten des Donaukreises in Passau, Ignaz von Rudhart, getraut. Aus der Ehe gingen drei Söhne (darunter Gustav und Adolph) und zwei Töchter (eine davon Bertha, verheiratete Freiin von Ditfurth) hervor.